# Torneo Conde de Godó 2008
El Torneo Conde de Godó 2008 fue la edición número cincuenta y seis del Torneo Conde de Godó. Se celebró desde el 28 de abril hasta el 4 de mayo, de 2008.

## Campeones

### Individual
Rafael Nadal vence a  David Ferrer 6-1, 4-6, 6-1
- Para Nadal fue el segundo título de la temporada y el vigésimo quinto en su carrera. Fue su cuarto victoria consecutiva en este torneo, ganándolo también en 2005, 2006 y 2007.

### Dobles
Bob Bryan /  Mike Bryan vencen a  Mariusz Fyrstenberg /  Marcin Matkowski  6-3, 6-2
- Fue el segundo título para los gemelos Bryan en la temporada y el número 46 de su carrera.